# Najasa
Najasa es un municipio y pueblo de la Provincia de Camagüey, en Cuba.

## Geografía
Aquí se localiza la pequeña Sierra de Najasa, la cual da nombre al municipio.

## Historia
Pocos municipios de la provincia atesoran tanta historia como Najasa. La pequeña Sierra de Najasa fue refugio tanto de los aborígenes cubanos, como de los mambises; en ella, se funda, por orden del Generalísimo, el primer hospital de campaña de los insurrectos dirigido por Rosa Castellanos (La bayamesa). Su territorio, fue escenario de grandes batallas por las luchas de la independencia de Cuba, principalmente en el período de la Guerra de los Diez Años protagonizadas por Ignacio Agramonte y Máximo Gómez. El insigne patriota Enrique Loynaz del Castillo escribe en el lugar conocido como La Matilde el Himno Invasor, el segundo más importante de Cuba.
Se funda el Frente Camagüey en el año 1958 por los rebeldes del Movimiento 26 de Julio.

## Demografía
En 2017, el municipio de Najasa tenía una población de 15, 260. Con un área total de 885.32/km², tiene una densidad poblacional de 17.6 habitantes/km².